# Борисов, Андрей Александрович (политик)
Андре́й Алекса́ндрович Бори́сов (род. 15 марта 1967, Москва, РСФСР, СССР) — российский политический деятель. Глава города Смоленск с 22 марта 2019 по 9 июня 2023 года.

## Биография
В 1985—1987 годах проходил действительную военную службу в рядах Советской Армии на Украине в составе войск РВСН в в/ч 14389 и 43180. С 1991 года работал инженером сектора радиовещания парка «Сокольники», в 1992 году окончил Государственную академию нефти и газа имени И. М. Губкина. С 1993 года брокер на Центральной российской универсальной бирже (ЦРУБ, Плехановский институт), в 1998 году занял должность генерального директора ООО «Энерготэк — А», с 1999 года замещал руководителя ООО «Перекрёсток — АМА», в 2005—2007 годах работал в других коммерческих структурах.
В 2007 году стал депутатом Смоленской областной думы, в 2012 году возглавил Контрольный департамент Смоленской области. В 2013 году окончил  Финансовую академию при Правительстве Российской Федерации и занял должность первого заместителя главы администрации города Смоленска, в 2015 году стал вице-губернатором Смоленской области (отвечал за строительство и ЖКХ, энергетику, транспорт и дороги, строительный надзор, государственную техническую экспертизу, занимался проблемами обманутых участников долевого строительства). В феврале 2019 года ушёл в отставку и подал документы для участия в конкурсе на замещение вакансии главы Смоленска.
20 марта 2019 года депутаты Смоленского городского совета единогласно избрали А. А. Борисова новым главой города (22 декабря 2018 года его предшественник Владимир Соваренко был отправлен в отставку после резкой критики со стороны губернатора области Алексея Островского, а временно исполнявший обязанности главы Дмитрий Платонов 28 февраля 2019 года написал заявление об отставке. Конкурсная комиссия допустила к выборам троих кандидатов, Борисова предложил губернатор области.  Ранее Борисов, как и Островский, являлся членом ЛДПР, но затем приостановил членство в партии. Кандидатуру Борисова поддержали все 28 присутствовавших на заседании депутатов.
В 2021 году окончил магистратуру по программе МРА Сколково ВЭБ РФ и Высшей школы экономики "Управление городами".
22 марта 2019 года Борисов стал мэром Смоленска, в июне 2023 года ушёл в отставку.